# Type 60
 (octobre 2024).
Si vous disposez d'ouvrages ou d'articles de référence ou si vous connaissez des sites web de qualité traitant du thème abordé ici, merci de compléter l'article en donnant les références utiles à sa vérifiabilité et en les liant à la section « Notes et références ».
Ne doit pas être confondu avec Type 60 106 mm.
Le Type 60 (60式装甲車 roku-maru-shiki-soukou-sha) est un véhicule de transport de troupes blindé qui a été mis en service par la Force terrestre d'autodéfense du Japon en 1960, il semble être l'équivalent japonais du M113 américain. À ne pas confondre avec le Type 60 106 mm (blindé chenillé antichar emportant deux canons sans recul).

## Développement
En 1956, des travaux ont commencé sur le développement d'un véhicule blindé de transport de troupes (APC) pour équiper la Force terrestre d'autodéfense japonaise, avec deux prototypes complétés par Komatsu (le SU-I) et Mitsubishi (le SU-II) en 1957. Ces deux prototypes ont été évalués par rapport au M59 (en) américain. Ils ont été suivis par une deuxième série de 11 prototypes, comprenant des APC et des plateformes de tir pour des mortiers de 81  et   107 mm, avec une troisième série de quatre prototypes complétés et testés en 1959. 
La commande initiale fut placée en 1959, et le véhicule standardisé en 1960 en tant que transport de troupes blindé de Type 60. Environ 430 ont été construits.

## Description

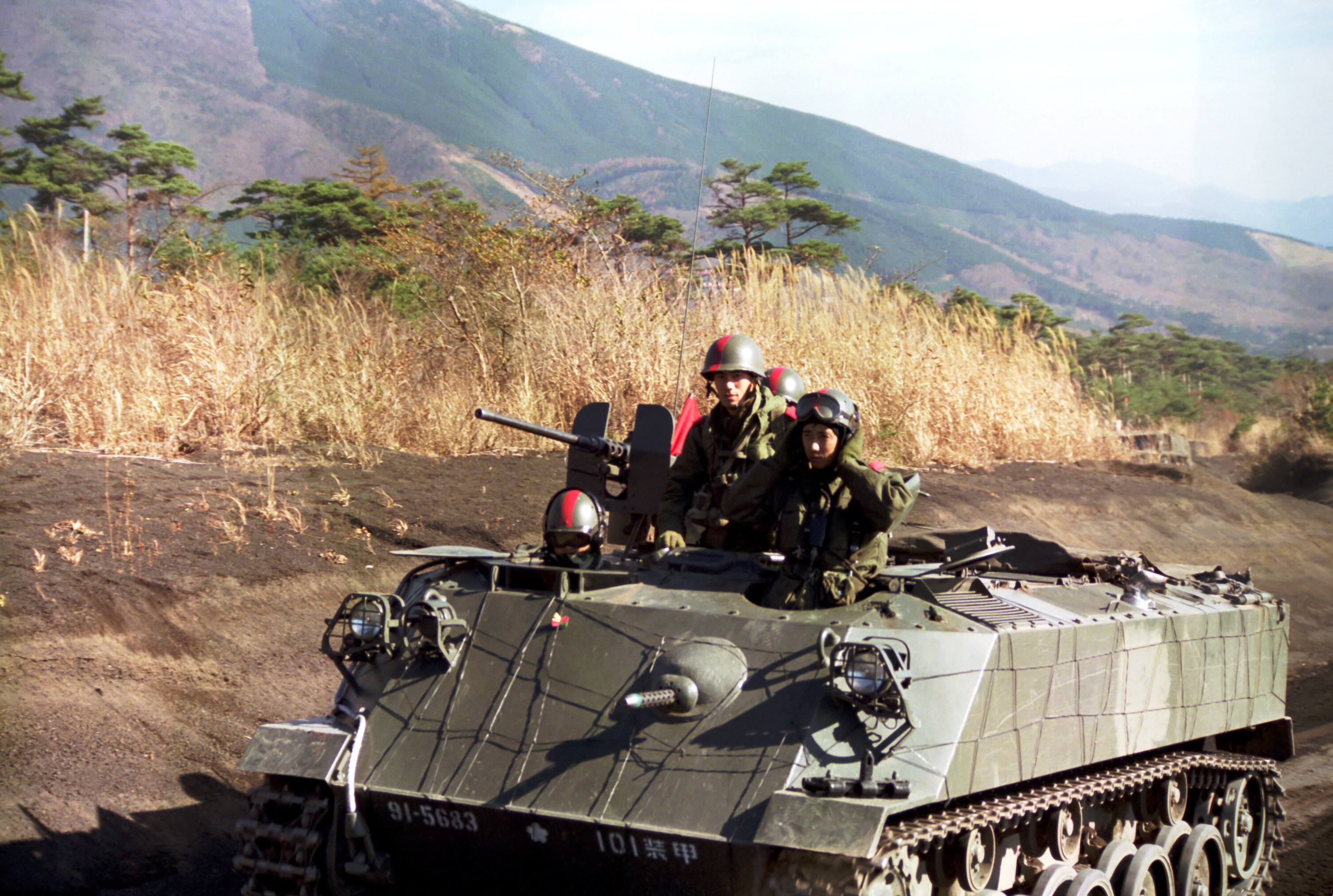
Un Type 60 en 1985.

Le Type 60 avait un châssis en acier soudé, avec une plaque glacis inclinée à l'avant et des côtés verticaux blindés. Il était employé par un équipage de quatre membres (conducteur, commandant, mitrailleur et canonnier extérieur). Le conducteur était assis à l'avant-droite avec le mitrailleur à sa gauche, qui utilisait une mitrailleuse M1919 Browning de calibre 7,62 mm, remplacé quelques fois plus tard par une Type 74. Le commandant était assis derrière, entre ces deux derniers, tandis que le canonnier était assis derrière à la droite du commandant, actionnant une mitrailleuse Browning M2 de 12,7 mm montée sur le toit du véhicule. Six soldats équipés étaient transportés dans un compartiment à l'arrière du châssis, accessible par deux portes à l'arrière du véhicule. Certains Type 60 furent équipés de deux missiles antichars filoguidés Type 64 MAT (en) nommés également KAM-3D, dont les lanceurs étaient fixés à l'arrière du véhicule.
Le véhicule était propulsé par un moteur diesel Mitsubishi 8HA21WT V8 de 220 chevaux, situé entre l'habitacle où était l'équipage et le compartiment où étaient installés les soldats. Ses voies étaient équipées de cinq roues de route, avec une roue motrice à l'avant et une roue libre à l'arrière. Aucun équipement de vision nocturne ou de protection NBC ne fut installé. Le véhicule était amphibie et pouvait opérer à une profondeur de 1 mètre.

## Service
Le type 60 a été remplacé par le transport blindé Type 73 en 1974, mais seulement 225 Type 73 furent construits, et le Type 60 a continué d'être employé à grande échelle jusqu'à la fin des années 2000. Ils étaient utilisés à des fins d'entraînement et plusieurs Types 60 furent modifiés pour ressembler visuellement aux véhicules de combat aéroportés BMD-1 soviétiques. 303 Type 60 étaient en service en 1998, 33 étaient encore en service en 2005, mais aucun n'était encore en service en 2006.

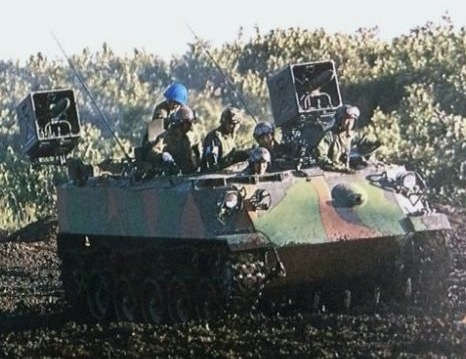
Un Type SU 60 avec des lanceurs de missiles Type 64 MAT, semblable à celui présent dans War Thunder

## Variantes
- Type SU 60 : Transport de troupes blindé armé de deux mitrailleuses de 12,7 mm et de 7,62 mm.
- Type SV 60 : plateforme de tir pour mortier. Embarque un mortier de 81mm d'une portée de 3km monté à l'arrière du châssis avec 24 obus. Il possède un équipage de cinq hommes. 18 exemplaires construits.
- Type SX 60 : plateforme de tir pour mortier. Embarque un mortier de 107mm d'une portée de 4km monté à l'arrière du châssis avec 8 obus, le châssis a été modifié pour accueillir l'armement. 18 exemplaires construits.
- Type SY 60 : Prototype d'obusier automoteur de 105mm. Jamais produit.

## Apparition dans les médias
- Dans War Thunder, le Type 60 (modèle SU 60 équipé de deux missiles antichar KAM-3D) est un chasseur de chars de tier V dans l'arbre des forces terrestres japonaises.